# هاوس بیلدینگ فایننس
هاوس بیلدینگ فایننس (انگلیسی: House Building Finance) شرکت خدمات مالی و بانکداری پاکستانی است، که در سال ۱۹۵۲ تأسیس شد.